# Cal Felip (Golmés)
Cal Felip és un monument del municipi de Golmés (Pla d'Urgell) inclòs en l'Inventari del Patrimoni Arquitectònic de Catalunya.

## Descripció
Edifici de dues plantes i golfes construït en pedra i tàpia i amb els murs arrebossats. La planta baixa i primer pis han estat recoberts de pedra en una restauració recent. La façana principal presenta una llinda en la qual hi ha una data il·legible a causa del deteriorament de la pedra. Té una altra sortida al carrer major. La planta baixa és dedicada a magatzem, i antigament a cavalleries i als mossos de la casa. La planta noble és la que es fa servir d'habitatge. El saló està decorat amb pintures del segle xix.
Pica beneitera en forma de petxina situada a la base d'una capelleta de marbre sense cap decoració provinent de l'antiga capella de la casa. Piques de pedra circulars, construïdes en un sol bloc de pedra. En la part inferior hi ha una canyella, feta del mateix bloc. S'utilitzaven com a recipients de líquids.
Els arcs de pedra, són d'ansa de paner i estan situats als baixos de Cal Felip. Estan construïts amb carreus i tenen una clara funció de suport. Es poden veure les menjadores de pedra, ja que els arcs estaven situats a lo que eren les cavalleries de la casa.

## Història
Es conserven poques notícies de la casa. Sembla que data del segle xvi, però després hi ha hagut reformes i ampliacions. En un primer moment va pertànyer a la família Felip, que era propietària de gran part del terme municipal, fins que passada la Guerra (1936-1939) fou comprada per la mare de l'actual propietari. Posseïen també la Masia Felip, actualment anomenada Masia Montserrat.
El renom Falip (després Felip) és conegut a la vila d'abans de 1800, sense poder precisar la data exacta. Sabem, però, que aquesta casa pertanyia a la família de Felip Arnaldo, provinent de Bellpuig i que apareix documentat per primer cop l'any 1752. Membres d'aquesta família foren batlles de la població
La plaça major en temps medieval era la plaça de la Torre, una plaça tancada, més reduïda que la d'avui i amb arcades. Els arcs i la menjadora, sembla que es van construir quan es va fer la casa.
La pica beneitera era situada a l'entrada del que originàriament era la capella particular de la casa que fou suprimida en les reformes dutes a terme cap a l'any 1975